# Комплекс з виробництва добрив у Турне-Мегуреле
Комплекс з виробництва добрив у Турне-Мегуреле – майданчик хімічного спрямування у Румунії. 
В 1965 році завод почав діяльність з випуску фосфорних добрив, а вже у 1966-му до них додались азотні добрива. До переліку основних продуктів майданчику входили: 
- сульфатна кислота, яку переважно отримували шляхом спалювання імпортованої сірки, хоча також використовували як сировину певні обсяги місцевих піритів;
- фосфорна кислота, яку випускали шляхом обробки сульфатною кислотою фосфоритів, що надходили з Марокко, Йорданії, Тунісу, Сирії та СРСР;
- потрійний суперфосфат (результат обробки фосфоритів фосфорною кислотою);
- аміак, сировиною для якого є обрали природний газ, що надходить по відгалуженню від трубопроводу Хурезань – Бухарест. Перше виробництво цього продукту запустили в 1967-му, до кінця 1960-х ввели в дію другу лінію потужністю 300 тисяч тонн на рік, а в 1977-му стала до ладу третя лінія з показником так само 300 тисяч тонн на рік (в подальшому була модернізована до потужності у 330 тисяч тонн);
- сечовину (отримують з аміаку та діоксиду вуглецю), дві лінії для виробництва якої річною потужністю 200 тисяч тонн та 300 тисяч тонн стали до ладу в 1967 та 1971 роках відповідно (при цьому перша діяла за технологією від німецької Uhde, а друга – від італійської Stamicarbon);
- нітратна кислота (на основі аміаку). Перше виробництво цієї кислоти запустили в 1967-му, а в підсумку майданчик отримав три лінії, при цьому друга, що стала до ладу в 1969-му, використовувала ліцензійну технологію французької Grande Paroisse та мала потужність у 240 тисяч тонн на рік, а третя діяла за технологією румунської Iprochim та мала потужність у 248 тисяч тонн на рік; 
- нітрат амонію (результат реакції нітратної кислоти та аміаку). Товарним продуктом при цьому виступав нітрату амонію у рідкій формі (з 1967-го, потужність напрямку 115 тисяч тонн на рік), у гранульованому вигляді (з 1969-го, 300 тисяч тонн на рік), а також як розчин нітрату амонію – сечовини (лінію річною потужністю 495 тисяч тонн запустили в 1982 році);
- азотно-фосфорне добриво нітроамофосного типу (результат реакції аміаку з нітратною та фосфорною кислотами);
- азотно-фосфорно-калійне добриво нітроамофосного типу (потребувало додавання калійної сировини);
- діамонійфосфат (ще одне азотно-фосфорне добриво, яке отримують реакцією фосфорної кислоти та аміаку). Випуск цього продукту почався в 1966 році.
У 2014 – 2015 роках компанія Interagro, яка контролювала більшість румунських заводів азотної хімії і майданчик у Турне-Мегуреле серед них, зупинила всі виробництва через лібералізацію цін на природний газ. В 2020-му вона оголосила про відновлення діяльності заводу у Турне-Мегуреле, втім, так і не змогла подолати економічні проблеми. Як наслідок, в 2025-му майданчик придбала компанія Bluechem Hub SRL, що анонсувала бажання відновити (після п’ятирічної перерви) діяльність лінії аміаку №3 (300 тисяч тонн на рік), лінії азотної кислоти №2 (240 тисяч тонн на рік), ліній сечовини №№ 1 та 2 (разом 500 тисяч тонн на рік), а також ліній рідкого та гранульованого нітрату амонію і розчину сечовини – нітрату амонію (115, 300 та 495 тисяч тонн на рік відповідно).